# Asphalt
Asphalt é uma série de jogos eletrônicos de corrida desenvolvida e publicada pela Gameloft para celulares, PCs e consoles. Os jogos da série geralmente se concentram em corridas de arcade em ritmo acelerado em vários locais do mundo, e desde o lançamento de Asphalt 8: Airborne, traz foco em manobras, piruetas e saltos sobre rampas e plataformas, drifts, além de perseguições políciais, multiplayer online e entre outros modos de jogo disponíveis.  
A série se iniciou com o Asphalt Urban GT e depois foram lançadas várias continuações que foram aumentando a popularidade da série com títulos como  Asphalt 8: Airbone e Asphalt 9: Legends. Também foram lançados vários spin-offs, como o jogo de corrida sem fim; Asphalt Overdrive, Asphalt Nitro, uma versão mínima do Asphalt 8: Airborne para dispositivos de baixo custo e fraco, e o Asphalt Xtreme (um jogo focado em off-road) e o de corrida de arrancada; Asphalt Street Storm. A franquia da série Asphalt é o maior sucesso e já arrecadou mais de um bilhão de downloads mundialmente.

## História
O primeiro jogo da série é Asphalt Urban GT, lançado para o Nintendo DS e N-Gage em 21 de novembro de 2004, com versões simplificadas para celulares java sendo lançadas em 2 de dezembro. Asphalt 4: Elite Racing foi o primeiro jogo da série a ser lançado para iOS.
Foi com Asphalt 8: Airbone que a franquia conseguiu chamar atenção mundialmente sendo aclamado pela crítica especializada sendo considerado um dos melhores jogos de corrida para celular, sua sequência Asphalt 9: Legends também foi aclamada sendo considerada "um salto para a franquia".
Um spin-off gratuito, intitulado Asphalt Overdrive, foi lançado para iOS e Android em setembro de 2014. Ao contrário dos títulos anteriores da série, o jogo é apresentado como um "corrida sem fim", semelhante à franquia Temple Run e Subway Surfers, e não oferece um modo de corrida tradicional. Overdrive é seguida por Asphalt Xtreme, que se concentra em estilo arcade corridas off-road e em 2016 com Asphalt: Street Storm um ritmo baseado jogo de corridas de arrancada parecida com jogos de ritmo, foi lançado discretamente nas Filipinas em dezembro de 2016 para iOS.

## Características
A série se concentra nas corridas de rua em ritmo acelerado, no estilo arcade, inspirado em Need for Speed, juntamente com elementos de outros jogos de corrida, como Burnout. Cada jogo da série coloca os jogadores ao volante de carros esportivos licenciados de vários fabricantes, desde modelos básicos como o Dodge Dart  até supercarros como o Bugatti Veyron e até carros-conceito como Mercedes-Benz.
Ao longo dos jogos, os jogadores recebem gradualmente acesso a várias pistas de corrida, a maioria das quais são baseadas em locais do mundo real e nas principais cidades, além de atualizações para veículos que podem ser comprados com o dinheiro ganho em uma corrida ou em jogos posteriores, pontos ou por meio de compras no aplicativo usando moeda real. Os eventos são apresentados em dificuldade crescente à medida que os jogadores avançam no jogo, às vezes exigindo que completem desafios de bônus, por exemplo, derrubar um determinado número de pilotos adversários ou terminar a corrida sem destruir o veículo.

## Jogos Publicados
Esta é a lista de jogos da série principal:
- Asphalt: Urban GT (N-Gage, NDS, J2ME)
- Asphalt: Urban GT 2 (N-Gage, NDS, Symbian, PSP, J2ME)
- Asphat 3: Street Rules (N-Gage, Symbian, Windows Mobile, J2ME)
- Asfalto 4: Elite Racing (N-Gage, iOS, DSiWare, Symbian, Windows Mobile, J2ME, BlackBerry OS)
- Asphalt 5 (iOS, Android, Symbian, Windows Phone 7, Bada, WebOS)
- Asphat 6: Adrenaline (iOS, MacOS , Android , Symbian, J2ME, BlackBerry Tablet, Bada, webOS)
- Asphalt: Audi RS 3: (iOS)[14]
- Asphalt 3D (3DS)
- Asphalt: Injection (PS Vita)
- Asphalt 7: Heat (iOS, Android, Windows Phone 8, Windows 8, Windows 10, BlackBerry 10, BlackBerry Tablet OS)
- Asphalt 8: Airborne (iOS, Android, Windows Phone 8, Windows RT, Windows 8, Black Berry 10, Windows 10, Windows 10 Mobile, TvOS, Tizen)
- Asphalt Legends Unite (iOS, Android, Steam, Windows 10, Arcade, Nintendo Switch, Xbox One, Xbox Series X/S, PlayStation 4, PlayStation 5, Fire OS e MacOS), anteriormente Asphalt 9: Legends.[15]

### Spin-offs
- Asphalt: Import Tuner Edition[nota 1] (J2ME , BREW)
- Asphalt Online[nota 2] (DoJa , BREW)
- Asphalt Nitro (Android, Java ME, Tizen)
- Asphalt Xtreme (iOS, Android, Windows 8, Windows Phone 8, Windows 10, Windows 10 Mobile)
- Asphalt Street Storm (iOS, Android, Windows 8, Windows 10)
- Asphalt Overdrive (iOS, Android, Windows Phoneb8, Windows 8, Windows 10, Windows 10 Mobile)
- Asphalt 8: Airborne+ (iOS)
- Asphalt Nitro 2 (Android)
- Asphalt Retrô (Navegador)
- Asphalt Moto Blitz DX (Arcade)